# William Chalmers (hockeista su ghiaccio)
William Chalmers, detto Chick (Stratford, 24 gennaio 1934 – 7 dicembre 1994), è stato un hockeista su ghiaccio e allenatore di hockey su ghiaccio canadese.

## Carriera
Ha giocato per la quasi totalità della sua carriera in International Hockey League, con le maglie di Troy Bruins, Louisville Rebels, Omaha Knights, Toledo Blades, Des Moines Oak Leafs e Toledo Hornets.
Ha giocato anche con la maglia dei New York Rangers in NHL (un solo incontro), e con quella dei Vancouver Canucks, oggi anch'essi in NHL, ma allora militanti in WHL.
Ha avuto anche una breve parentesi da allenatore, quando ha guidato per due stagioni (1982-1984) i Danville Dashers, portandoli a vincere un'edizione della Continental Hockey League nel 1984.

## Statistiche
Statistiche aggiornate.

### Giocatore

#### Club
| Stagione | Squadra                     | Stagione regolare | Stagione regolare | Stagione regolare | Stagione regolare | Stagione regolare | Stagione regolare | Playoff | Playoff | Playoff | Playoff | Playoff |
| Stagione | Squadra                     | Lega              | P                 | G                 | A                 | Pt                | PIM               | P       | G       | A       | Pt      | PIM     |
| -------- | --------------------------- | ----------------- | ----------------- | ----------------- | ----------------- | ----------------- | ----------------- | ------- | ------- | ------- | ------- | ------- |
| 1951-52  | Guelph Biltmores            | OHA-Jr.           | 53                | 11                | 17                | 28                | 12                | 11      | 2       | 2       | 4       | 2       |
|          |                             | Memorial Cup      | 11                | 1                 | 3                 | 4                 | 4                 | -       | -       | -       | -       | -       |
| 1952-53  | Guelph Biltmores            | OHA-Jr.           | 33                | 13                | 12                | 25                | 8                 |         |         |         |         |         |
| 1953-54  | Guelph Biltmores            | OHA-Jr.           | 22                | 11                | 17                | 28                | 21                |         |         |         |         |         |
|          | Galt Black Hawks            | OHA-Jr.           | 39                | 12                | 14                | 26                | 20                |         |         |         |         |         |
|          | New York Rangers            | NHL               | 1                 | 0                 | 0                 | 0                 | 0                 | -       | -       | -       | -       | -       |
| 1954-55  | Vancouver Canucks           | WHL               | 17                | 2                 | 3                 | 5                 | 4                 | -       | -       | -       | -       | -       |
|          | Kelowna Packers             | OSHL              | 37                | 14                | 25                | 39                | 10                | 4       | 2       | 1       | 3       | 2       |
| 1955-56  | Chatham Maroons             | OHA-Sr.           | 45                | 13                | 12                | 25                | 29                | 11      | 3       | 6       | 9       | 8       |
|          |                             | Allan Cup         | 17                | 5                 | 9                 | 14                | 10                | -       | -       | -       | -       | -       |
| 1956-57  | Troy Bruins                 | IHL               | 1                 | 0                 | 0                 | 0                 | 0                 | -       | -       | -       | -       | -       |
|          | Chatham Maroons             | OHA-Sr.           | 3                 | 0                 | 2                 | 2                 | 2                 | -       | -       | -       | -       | -       |
|          | Sault Ste. Marie Greyhounds | NOHA              | 40                | 8                 | 11                | 19                | 6                 | 9       | 3       | 0       | 3       | 0       |
| 1957-58  | Louisville Rebels           | IHL               | 64                | 23                | 58                | 81                | 4                 | 11      | 2       | 4       | 6       | 0       |
| 1958-59  | Louisville Rebels           | IHL               | 53                | 34                | 49                | 83                | 14                | 11      | 3       | 7       | 10      | 4       |
| 1959-60  | Louisville Rebels           | IHL               | 68                | 41                | 93                | 134               | 4                 | 6       | 3       | 0       | 3       | 0       |
| 1960-61  | Omaha Knights               | IHL               | 70                | 35                | 69                | 104               | 15                | 8       | 2       | 7       | 9       | 0       |
| 1961-62  | Omaha Knights               | IHL               | 68                | 29                | 73                | 102               | 18                | 7       | 3       | 5       | 8       | 2       |
| 1962-63  | Omaha Knights               | IHL               | 68                | 28                | 59                | 87                | 16                | 7       | 3       | 5       | 8       | 2       |
| 1963-64  | Toledo Blades               | IHL               | 70                | 32                | 62                | 94                | 20                | 13      | 2       | 15      | 17      | 2       |
| 1964-65  | Toledo Blades               | IHL               | 64                | 27                | 63                | 90                | 12                | 4       | 5       | 1       | 6       | 0       |
| 1965-66  | Toledo Blades               | IHL               | 70                | 28                | 65                | 93                | 31                | -       | -       | -       | -       | -       |
| 1966-67  | Toledo Blades               | IHL               | 72                | 34                | 67                | 101               | 20                | 10      | 5       | 8       | 13      | 8       |
| 1967-68  | Toledo Blades               | IHL               | 70                | 22                | 45                | 67                | 14                | -       | -       | -       | -       | -       |
| 1968-69  | Des Moines Oak Leafs        | IHL               | 64                | 6                 | 32                | 38                | 12                | -       | -       | -       | -       | -       |
| 1969-70  | Toledo Blades               | IHL               | 51                | 18                | 42                | 60                | 20                | 3       | 1       | 0       | 1       | 2       |
| 1970-71  | Toledo Hornets              | IHL               | 35                | 6                 | 14                | 20                | 12                | -       | -       | -       | -       | -       |
|          | Greensboro Generals         | EHL               | 20                | 2                 | 17                | 19                | 0                 | 9       | 1       | 3       | 4       | 2       |

### Allenatore

#### Club
| Stagione  | Squadra          | Lega | Ruolo      | Note |
| --------- | ---------------- | ---- | ---------- | ---- |
| 1983-1984 | Danville Dashers | CnHL | Head Coach |      |

## Palmarès

### Individuale
- International Hockey League:

1959-60: George H. Wilkinson Trophy
1964-65: James Gatschene Memorial Trophy